# 劉典
劉 典（りゅう てん、Liú Diǎn、1820年 - 1879年）は、湘軍の将帥。字は伯敬または克庵。湖南省寧郷県灰湯出身。
左宗棠の部隊の指揮官となり、江西省で太平天国軍と戦った。左宗棠が浙江巡撫となると、浙江省を転戦し、1862年には李世賢を破って、浙江按察使となった。1864年、李世賢と汪海洋が福建省で勢力を伸ばすと、高連昇らと鎮圧に向かい、福建省と広東省を平定した。
1866年、左宗棠が陝甘総督に任命されると、劉典も甘粛按察使に起用され、後に陝西巡撫に昇進した。1875年左宗棠がヤクブ・ベクの乱を鎮圧するために新疆に遠征したのに従い、3年間開墾を行って成果をあげた。1879年、在職中に甘粛省で死去し、果敏の諡号を贈られた。著作に『劉果敏公遺書』がある。